# قارون
قارون هو أحد أغنياء قوم موسى (بنو إسرائيل)، كان لديه الكثير من الثروات حتى إن مفاتيح هذه الثروات كانت ثقيلة تتعب من يحملها. وقد كان وزيرًا لشؤون العبرانيين لدى فرعون.

## نسبه
قال الأعمش، عن المنهال بن عمرو، عن سعيد بن جبير، عن ابن عباس قال: ﴿إِنَّ قَارُونَ كَانَ مِنْ قَوْمِ مُوسَى﴾، قال: كان ابن عمه. وهكذا قال إبراهيم النخعي، وعبد الله بن الحارث بن نوفل، وسماك بن حرب، وقتادة، ومالك بن دينار، وابن جريج، وغيرهم: أنه كان ابن عم موسى، عليه السلام. قال ابن جريج: هو قارون بن يصهر بن قاهث، وموسى بن عمران بن قاهث. وزعم محمد بن إسحاق بن يسار: أن قارون كان عمَّ موسى عليه السلام. قال ابن جرير: وأكثر أهل العلم على أنه كان ابن عمه، والله أعلم. وقال قتادة بن دِعَامة: كنا نُحدّث أنه كان ابن عم موسى، وكان يسمى المنوّر لحسن صوته بالتوراة، ولكن عدو الله نافق كما نافق السامري، فأهلكه البغي لكثرة ماله. وقال شَهْر بن حَوْشَب: زاد في ثيابه شبرًا طولا ترفعًا على قومه.

## قارون في القرآن
ورد ذكر قارون في القرآن في سورة العنكبوت، وسورة غافر، وورد ذكر قصته بتفصيل أكثر في سورة القصص في الآيات 76-82.

### الآياتالقرآنيةالتي ذكر فيها قارون
- ﴿إِنَّ قَارُونَ كَانَ مِنْ قَوْمِ مُوسَى فَبَغَى عَلَيْهِمْ وَآتَيْنَاهُ مِنَ الْكُنُوزِ مَا إِنَّ مَفَاتِحَهُ لَتَنُوءُ بِالْعُصْبَةِ أُولِي الْقُوَّةِ إِذْ قَالَ لَهُ قَوْمُهُ لَا تَفْرَحْ إِنَّ اللَّهَ لَا يُحِبُّ الْفَرِحِينَ ۝٧٦ وَابْتَغِ فِيمَا آتَاكَ اللَّهُ الدَّارَ الْآخِرَةَ وَلَا تَنْسَ نَصِيبَكَ مِنَ الدُّنْيَا وَأَحْسِنْ كَمَا أَحْسَنَ اللَّهُ إِلَيْكَ وَلَا تَبْغِ الْفَسَادَ فِي الْأَرْضِ إِنَّ اللَّهَ لَا يُحِبُّ الْمُفْسِدِينَ ۝٧٧ قَالَ إِنَّمَا أُوتِيتُهُ عَلَى عِلْمٍ عِنْدِي أَوَلَمْ يَعْلَمْ أَنَّ اللَّهَ قَدْ أَهْلَكَ مِنْ قَبْلِهِ مِنَ الْقُرُونِ مَنْ هُوَ أَشَدُّ مِنْهُ قُوَّةً وَأَكْثَرُ جَمْعًا وَلَا يُسْأَلُ عَنْ ذُنُوبِهِمُ الْمُجْرِمُونَ ۝٧٨ فَخَرَجَ عَلَى قَوْمِهِ فِي زِينَتِهِ قَالَ الَّذِينَ يُرِيدُونَ الْحَيَاةَ الدُّنْيَا يَا لَيْتَ لَنَا مِثْلَ مَا أُوتِيَ قَارُونُ إِنَّهُ لَذُو حَظٍّ عَظِيمٍ ۝٧٩ وَقَالَ الَّذِينَ أُوتُوا الْعِلْمَ وَيْلَكُمْ ثَوَابُ اللَّهِ خَيْرٌ لِمَنْ آمَنَ وَعَمِلَ صَالِحًا وَلَا يُلَقَّاهَا إِلَّا الصَّابِرُونَ ۝٨٠ فَخَسَفْنَا بِهِ وَبِدَارِهِ الْأَرْضَ فَمَا كَانَ لَهُ مِنْ فِئَةٍ يَنْصُرُونَهُ مِنْ دُونِ اللَّهِ وَمَا كَانَ مِنَ الْمُنْتَصِرِينَ ۝٨١ وَأَصْبَحَ الَّذِينَ تَمَنَّوْا مَكَانَهُ بِالْأَمْسِ يَقُولُونَ وَيْكَأَنَّ اللَّهَ يَبْسُطُ الرِّزْقَ لِمَنْ يَشَاءُ مِنْ عِبَادِهِ وَيَقْدِرُ لَوْلَا أَنْ مَنَّ اللَّهُ عَلَيْنَا لَخَسَفَ بِنَا وَيْكَأَنَّهُ لَا يُفْلِحُ الْكَافِرُونَ ۝٨٢﴾[سورة القصص الآيات 76-82].[2]

## قصته
يذكر القرآن قصة قارون، وهو من قوم موسى. حدد القرآن زمن القصة فذكر أنها وقعت و‌بنو إسرائيل و‌موسى في مصر قبل الخروج كما ذكر بالقرآن: ﴿وَلَقَدْ أَرْسَلْنَا مُوسَى بِآيَاتِنَا وَسُلْطَانٍ مُبِينٍ ۝٢٣ إِلَى فِرْعَوْنَ وَهَامَانَ وَقَارُونَ فَقَالُوا سَاحِرٌ كَذَّابٌ ۝٢٤ فَلَمَّا جَاءَهُمْ بِالْحَقِّ مِنْ عِنْدِنَا قَالُوا اقْتُلُوا أَبْنَاءَ الَّذِينَ آمَنُوا مَعَهُ وَاسْتَحْيُوا نِسَاءَهُمْ وَمَا كَيْدُ الْكَافِرِينَ إِلَّا فِي ضَلَالٍ ۝٢٥﴾ [سورة غافر، الآيات 23-25].
يذكر القرآن كنوز قارون فيخبر أن مفاتيح الحجرات التي تضم الكنوز، كان يصعب حملها علي مجموعة من الرجال الأشداء. لكن قارون بغى على قومه بعد أن آتاه الله الثراء. ولا يذكر القرآن فيم كان البغي، ليدعه مجهولاً يشمل شتى الصور. فربما بغى عليهم بظلمهم وغصبهم أرضهم وأشياءهم. وربما بغى عليهم بحرمانهم حقهم في ذلك المال. حق الفقراء في أموال الأغنياء. وربما بغى عليهم بغير هذه الأسباب.
ويبدو أن العقلاء من قومه نصحوه بالقصد والاعتدال، وهو المنهج السليم. فحذروه من الفرح الذي يؤدي بصاحبه إلى نسيان من هو المنعم بهذا المال، ونصحوه بأن يعمل لآخرته بهذا المال ولا يقتصر على نيل الشهوات في الدنيا بل ينفق لآخرته ولا ينسى التمتع في الدنيا بغير إضرار للدين والآخرة. ويذكرونه بأن هذا المال هبة من الله وإحسان، فعليه أن يحسن ويتصدق من هذا المال، حتى يرد الإحسان بالإحسان. وحذروه من الفساد في الأرض، بالبغي، والظلم، والحسد، والبغضاء، وإنفاق المال في غير وجهه، أو إمساكه عما يجب أن يكون فيه.
فكان رد قارون جملة واحدة تحمل شتى معاني الفساد ﴿قَالَ إِنَّمَا أُوتِيتُهُ عَلَى عِلْمٍ عِندِي﴾ لقد أنساه غروره مصدر هذه النعمة وحكمتها، وفتنه المال وأعماه الثراء. فلم يستمع قارون لنداء قومه، ولم يشعر بنعمة ربه.
وخرج قارون ذات يوم علی قومه، بكامل زينته، فطارت قلوب بعض القوم، وتمنوا أن لديهم مثل ما أوتي قارون، وأحسوا أنه في نعمة كبيرة. فرد عليهم من سمعهم من أهل العلم والإيمان: ويلكم أيها المخدوعون، احذروا الفتنة، واتقوا الله، واعلموا أن ثواب الله خير من هذه الزينة، وما عند الله خير مما عند قارون.
وعندما تبلغ فتنة الزينة ذروتها، وتتهافت أمامها النفوس وتتهاوى، تتدخل القدرة الإلهية لتضع حدا للفتنة، وترحم الناس الضعاف من إغراءها، وتحطم الغرور والكبرياء، فيجيء العقاب حاسما ﴿فَخَسَفْنَا بِهِ وَبِدَارِهِ الْأَرْضَ﴾ هكذا في لمحة خاطفة ابتلعته الأرض وابتلعت داره. وذهب ضعيفا عاجزا، لا ينصره أحد، ولا ينتصر بجاه أو مال.
وبدأ الناس يتحدثون إلي بعضهم البعض في دهشة وعجب واعتبار. فقال الذين كانوا يتمنون أن عندهم مال قارون وسلطانه وزينته وحظه في الدنيا كما ذكر بالقرآن: ﴿وَأَصْبَحَ الَّذِينَ تَمَنَّوْا مَكَانَهُ بِالْأَمْسِ يَقُولُونَ وَيْكَأَنَّ اللَّهَ يَبْسُطُ الرِّزْقَ لِمَنْ يَشَاءُ مِنْ عِبَادِهِ وَيَقْدِرُ لَوْلَا أَنْ مَنَّ اللَّهُ عَلَيْنَا لَخَسَفَ بِنَا وَيْكَأَنَّهُ لَا يُفْلِحُ الْكَافِرُونَ ۝٨٢﴾ [سورة القصص، الآيات 82].